# 三和神社
三和神社（みわじんじゃ）は、栃木県那須郡那珂川町三輪にある神社。式内社で、旧社格は郷社。

## 祭神
- 大物主命[1]。

## 歴史
社伝によると、推古天皇12年（604年）に大和国（現在の奈良県）の大神神社から勧請して創建されたという。『延喜式神名帳』に掲載されている下野国那須郡「三和神社」に比定される。
藤原資家（須藤権守貞信）が賊を征伐する際に戦勝を祈願したとされる。資家は天養元年（1144年）に社殿を造営し以後資家の子孫の那須氏によって那須氏が除封されるまで守られ続けてきた。那須氏除封後は氏子により維持されている。
当社で行われる三和天祭りは平成6年（1994年）に町指定無形民俗文化財に指定されている。

## 境内

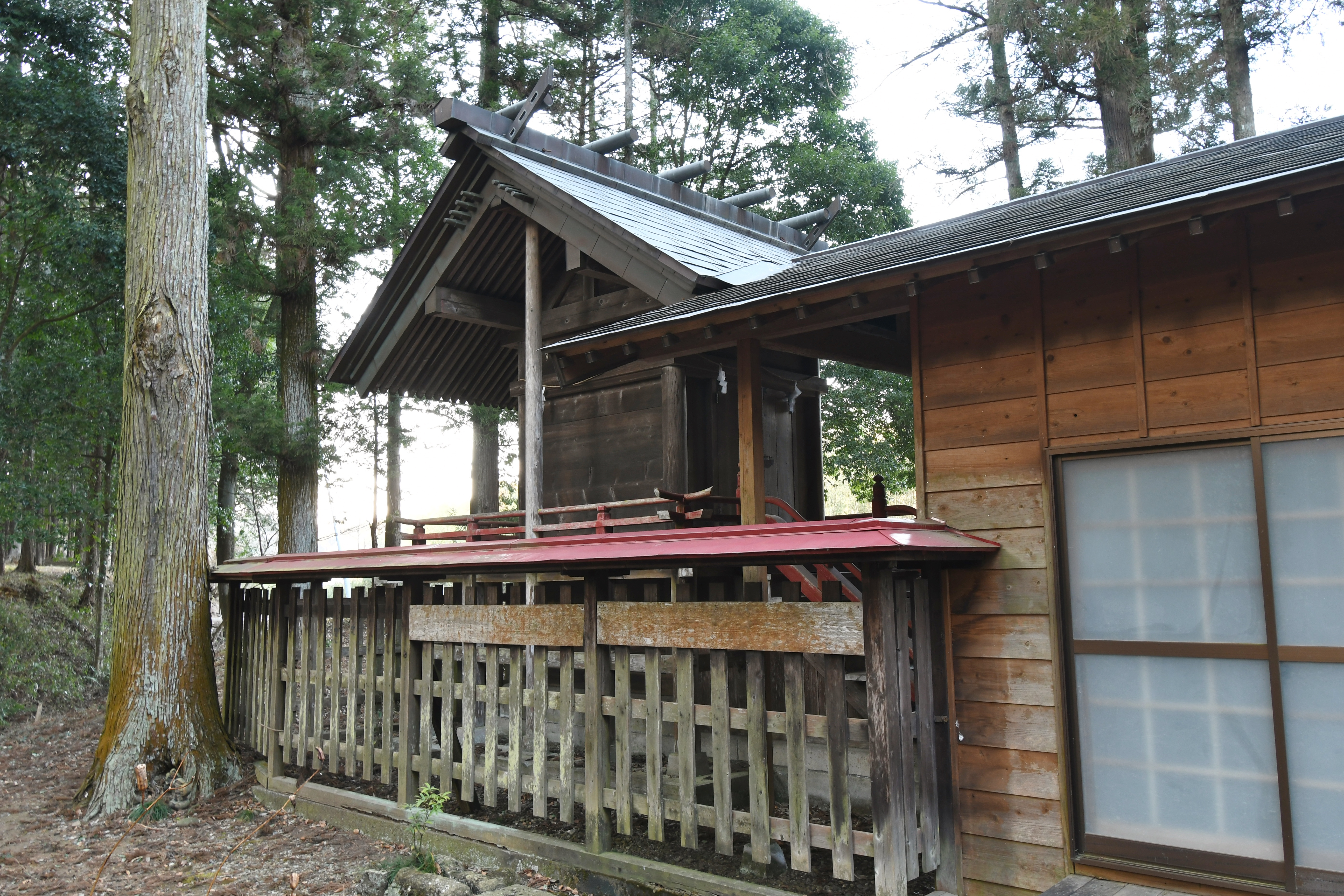
本殿
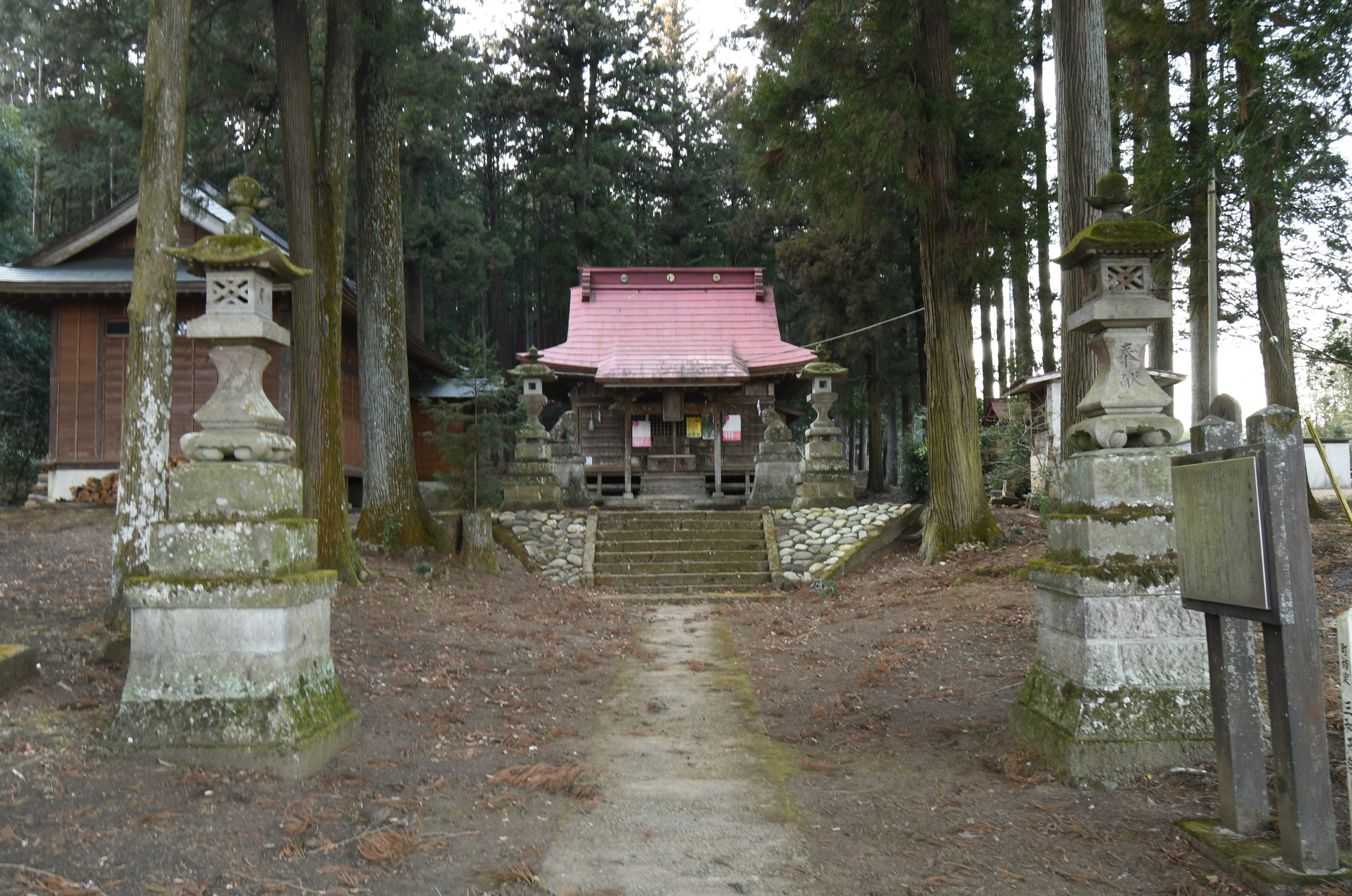
参道
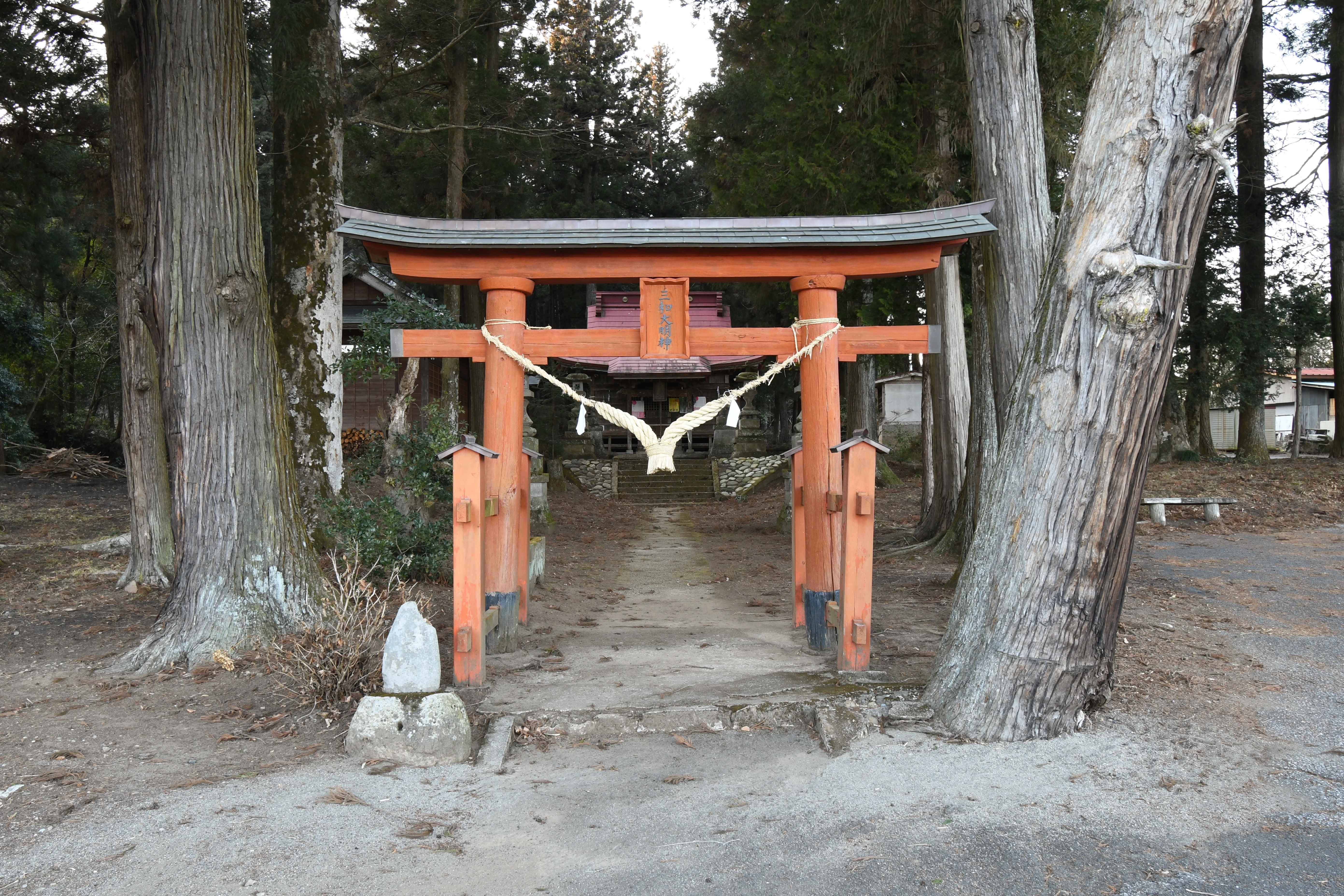
鳥居
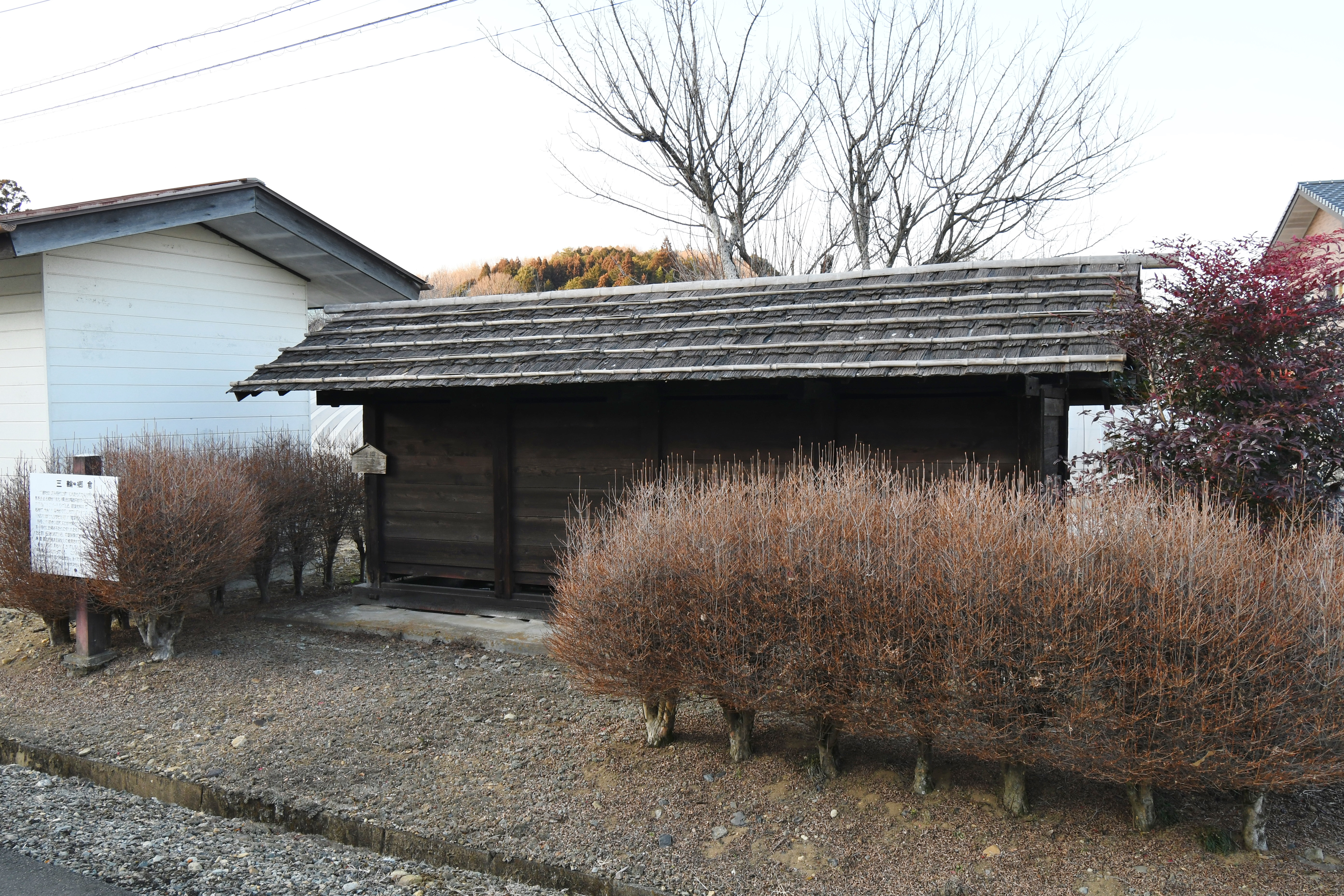
三輪郷倉

## 文化財

### 那珂川町指定文化財
- 無形民俗文化財
  - 三和天祭り - 1994年（平成6年）7月14日指定。